# Karl von Neuenstein (Heraldiker)

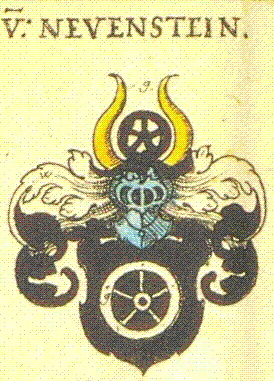
Wappen derer von Neuenstein

Karl Anton Freiherr von Neuenstein (* 4. Januar 1846 in Achern; † 21. Mai 1913 in Karlsruhe) war ein badischer Heraldiker.

## Leben
Neuenstein stammt aus dem Ortenauer Adelsgeschlecht derer von Neuenstein und war der jüngste Sohn des österreichischen Kämmerers Karl August von Neuenstein.
Er wurde bekannt als Wappenkünstler. Für den ersten Band des Oberbadischen Geschlechterbuches von Julius Kindler von Knobloch erstellte er einen Teil der Wappenzeichnungen. Von 1898 bis 1906 gab er die heraldische Monatsschrift Wappenkunde heraus. Sein bekanntestes Werk ist die 1892 erschienene Abhandlung Das Wappen des Grossherzoglichen Hauses Baden in seiner geschichtlichen Entwicklung verbunden mit genealogischen Notizen.

## Werke
- Das Wappen des Grossherzoglichen Hauses Baden in seiner geschichtlichen Entwicklung verbunden mit genealogischen Notizen, Karlsruhe 1892 (Digitalisat der UB Freiburg).
- Wappen aus dem Lehensbuche Ludwigs V., Kurfürsten v. d. Pfalz: nach dem Original im Grosshzgl. General-Landes-Archiv zu Karlsruhe, Karlsruhe, 1892 (Digitalisat der UB Heidelberg).
- Wappen aus dem Lehensbuche des Bisthums Speier nach dem Original im Grossherzogl. General-Landes-Archiv zu Karlsruhe, Karlsruhe 1894 (Digitalisat der UB Heidelberg).
- Der Reichsritter-Verein Ortenau, insbesondere die Wappen der Mitglieder, Karlsruhe 1895.
- Die Grafen von Eberstein in Schwaben: mit Abb. vieler Wappen, Siegel und Denkmäler, Band 1, Braun, Karlsruhe 1897 (Mehr nicht erschienen).
- Reichs-Ritterschaft in Schwaben, insbesondere die Wappen der Mitglieder der Gesellschaft zum Leithund, 1897.
- Die Ritterschaft in Schwaben. 3: Die Ritterschaft im Kraichgau bzw. im Anglachgau und am Bruhrhein samt deren Wappen, Karlsruhe 1900.